# آدبال
«آدبال» (انگلیسی: Oddball) فیلمی استرالیایی است که در سال ۲۰۱۵ منتشر شد. از بازیگران آن می‌توان به شین جاکوبسون اشاره کرد. این فیلم از روی یک داستان واقعی ساخته شده است.

## موضوع فیلم
سگی به نام «آدبال» مأمور می‌شود تا از پنگوئن‌های یک جزیره در برابر حملهٔ روباه‌ها محافظت کند.